# Maybole
Maybole är en ort i Storbritannien.   Den ligger i kommunen South Ayrshire och riksdelen Skottland, i den centrala delen av landet, 500 km nordväst om huvudstaden London. Maybole ligger 84 meter över havet och antalet invånare är 4 447.
Terrängen runt Maybole är varierad. Runt Maybole är det glesbefolkat, med 20 invånare per kvadratkilometer. Närmaste större samhälle är Ayr, 12,3 km norr om Maybole. Trakten runt Maybole består i huvudsak av gräsmarker.